# زمان دسترسی
زمان دسترسی (انگلیسی: Access time) به تأخیر زمانی یا تأخیر مهندسی اطلاق می‌شود، که در فاصله میان ارسال یک درخواست به سیستم الکترونیکی، تا زمان تکمیل دسترسی یا بازگردانی داده‌ها رخ خواهد داد. در سیستم‌های مخابراتی، به تأخیری که در فاصله میان شروع یک تلاش برای دسترسی به شبکه، تا زمان دسترسی موفق صرف می‌گردد، به عنوان زمان دسترسی خوانده می‌شود. در سیستم‌های کامپیوتری، فاصله زمانی که یک واحد کنترل از لحظه ارسال درخواست تماس برای داده یا ذخیره‌سازی داده صرف می‌کند، تا لحظه تحویل یا ذخیره کردن داده، صرف می‌کند، تحت عنوان زمان دسترسی شناخته می‌شود.